# Susana Raquel Fittipaldi Garay de Gallo
Susana Raquel Fittipaldi Garay de Gallo (Bahía Blanca, 30 de septiembre de 1926) obtuvo el título de maestra normal nacional, y profesora de Historia y Geografía en la Universidad Nacional de La Plata. Fue profesora y regente del Bachillerato de Bellas Artes de esa universidad. 

## Vida y trayectoria

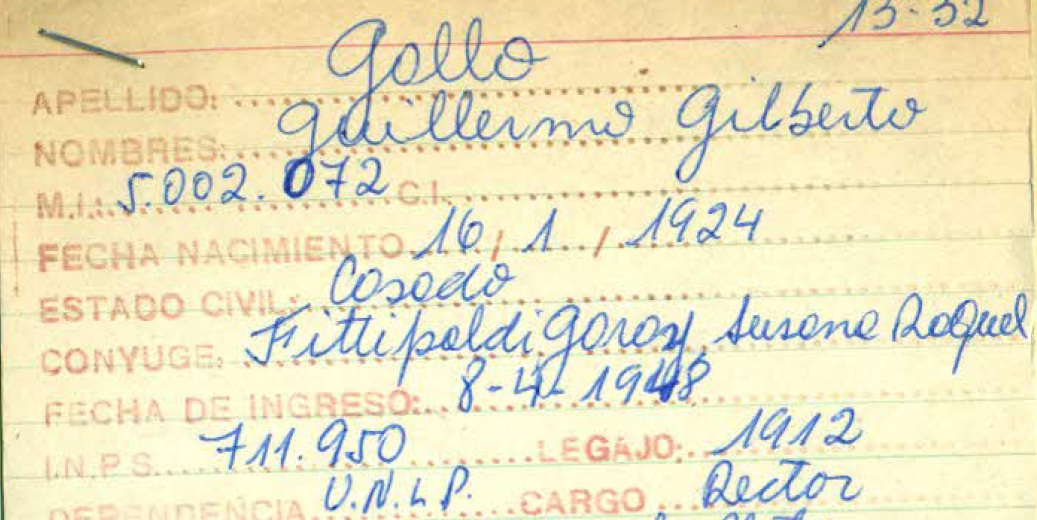
Durante la gestión de Guillermo Gallo en el Rectorado de la Universidad Nacional de La Plata, como en la de su esposa, Susana Raquel Fittipaldi Garay de Gallo, en el Bachillerato de Bellas Artes de La Plata, se realizaron tareas de espionaje.

Susana Raquel Fittipaldi Garay de Gallo nació en la ciudad bonaerense de Bahía Blanca en 1926. Sus padres eran Nicolás María Fittipaldi y Juana Estefanía Garay. Se casó con Guillermo Gilberto Gallo, con quien tuvo dos hijos: Guillermo Federico Gallo y Gabriela María Gallo.
En 1949 obtuvo el título de Profesora de Enseñanza Media en Historia y Geografía en la Facultad de Humanidades y Ciencias de la Educación de la Universidad Nacional de La Plata.
Desde el 7 de abril de 1958 hasta 1984, se desempeñó como profesora en el Bachillerato de Bellas Artes de la Universidad Nacional de La Plata. El 27 de julio de 1970 fue designada vicedirectora de la ex –Escuela Superior de Bellas Artes con funciones de regente del Bachillerato mediante la Resolución Nº1358/70 de la Universidad, limitándose las mismas el 27 de junio de 1973 por Resolución Nº 479/73 del Rectorado. En junio de 1976, se reincorporó como regente y, por medio de la Resolución Nº 251/77, fue designada como videdirectora con dedicación exclusiva en el Bachillerato a partir del 21 de marzo de 1977.
El 16 de septiembre de 1976, en la llamada “Noche de los lápices”, diez estudiantes secundarios fueron secuestrados y torturados por grupos de tareas de la dictadura reinante, de los cuales seis fueron asesinados sin que se hallaran sus restos hasta la fecha. Entre ellos se encontraba María Claudia Falcone, quien en 1974 ingresó al Bachillerato. Además, en estos episodios de persecución, secuestro y desaparición  se vieron involucrados docentes y no docentes.
Susana Raquel Fittipaldi Garay de Gallo se casó con el médico veterinario Guillermo Gilberto Gallo, quien fuera vicedecano en la Facultad de Ciencias Veterinarias de la Universidad Nacional de La Plata entre el 25 de septiembre de 1964 y 1971. Posteriormente fue decano de esa facultad y rector de la Universidad durante la dictadura militar, entre septiembre de 1976 y diciembre de 1983.

## Proceso militar en la Argentina
El 24 de marzo de 1976 las Fuerzas Armadas derribaron al gobierno de la presidente María Estela Martínez de Perón, iniciando el golpe de Estado instalará una dictadura cívico-militar que se autodenominó Proceso de Reorganización Nacional, caracterizándose por idear y poner en marcha un plan sistemático de terrorismo de Estado hasta la recuperación de la democracia en diciembre de 1983. El golpe fue planificado y ejecutado en el marco del Plan Condor, plan que consistía en una operación de represión política y terrorismo de Estado direccionado y respaldado por Estados Unidos.  

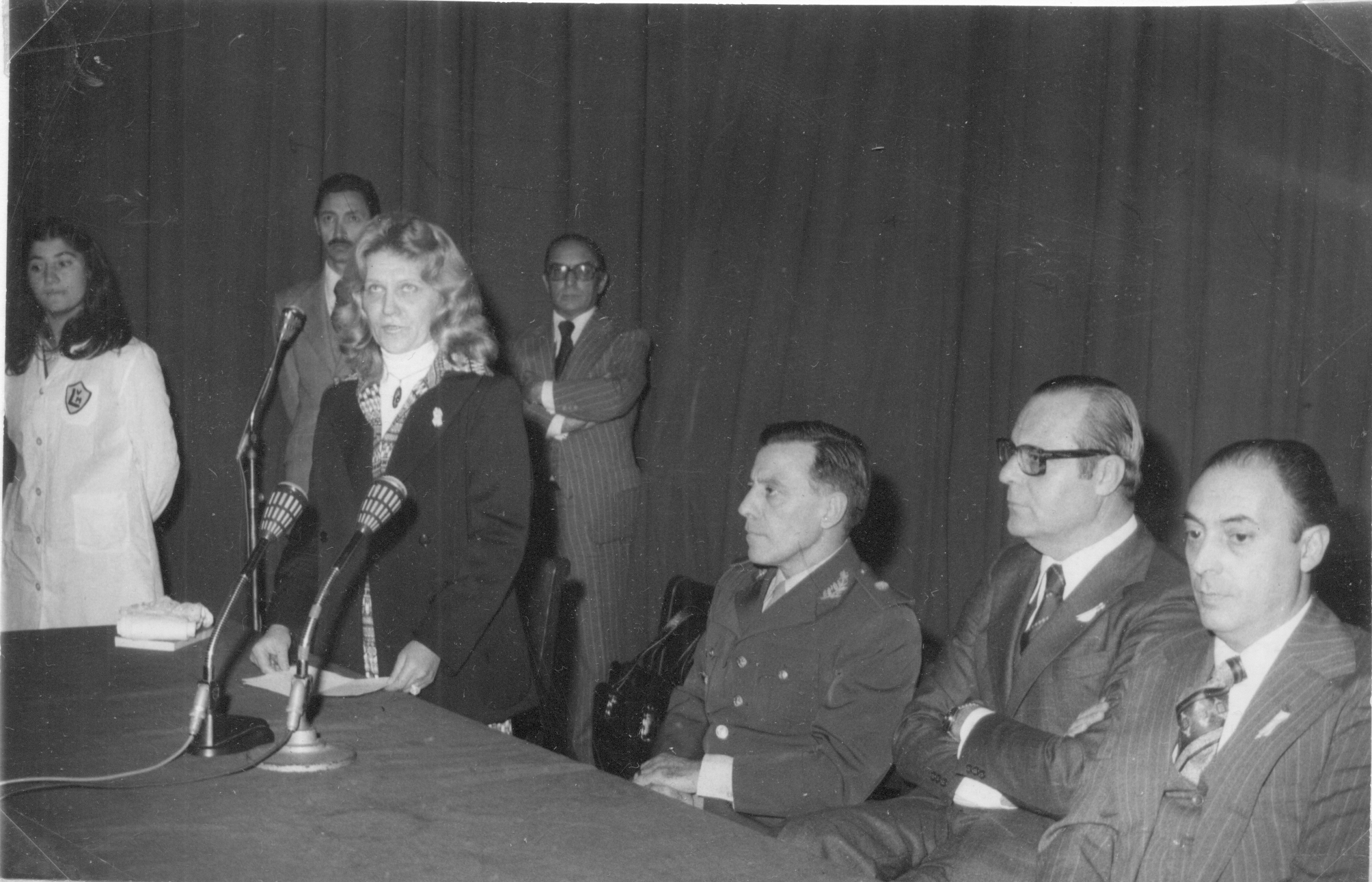
Acto en conmemoración del Día de la Bandera e imposición del nombre "Profesor Francisco Américo De Santo" al Bachillerato de Bellas Artes. Se encuentra presente Susana Raquel Fittipaldi Garay de Gallo, vicedirectora del Bachillerato de Bellas Artes, y el rector Dr. Guillermo Gallo.

La implementación de ese plan significaba una profunda reestructuración del Estado, de la economía, y la estructura social en la Argentina. 
El 26 de marzo, el Teniente General Jorge Rafael Videla, determinó que las universidades quedaran bajo el control del Poder Ejecutivo Nacional (P.E.N.) y se estableció la potestad del presidente para designar rectores y decanos (delegados o interventores militares) a través del Ministerio de Educación. El 29 de marzo Videla toma posesión del mando como presidente. 
Este nuevo gobierno militar consideraba que “el problema de la subversión encontró en las universidades un campo propicio para su desenvolvimiento”, las universidades eran un “foco de infiltración o penetración ideológica”, por lo cual  las mismas debían ser controladas a nivel político-ideológico como académico, tomando medidas de achicamiento de las universidades, de control y de persecución política, se prohibía toda actividad política o gremial, profesoral o estudiantil y se estipulaba que la enseñanza podía ser arancelada.

## Normativa referida al funcionamiento de las universidades
El 29 de marzo de 1976 se sanciona la ley Nº21.276-”Normas para las universidades nacionales”, creada para modificar la ley Nº20.654 -”Régimen de las universidades nacionales. Fines, objetivos, funciones, estructura jurídico-administrativa y atribuciones"- del gobierno peronista, conocida también como Ley Taiana, sancionada el 14 de marzo de 1974. La primera sostiene que “la inmediata normalización de las universidades nacionales constituye un objetivo prioritario en el marco del reordenamiento institucional”. En el artículo séptimo se expresa: “Queda prohibido, en el recinto de las universidades, toda actividad que asuma formas de adoctrinamiento, propaganda, proselitismo o agitación de carácter político o gremial, docente, estudiantil y no docente”. El Delegado de la Junta militar, el Contraalmirante César Guzzetti, dispone ante el Ministerio de Cultura y Educación el cese en sus funciones de los Rectores, Consejos y demás cuerpos colegiados directivos previamente constituidos y se designan delegados militares o interventores en cada una de las universidades, afirmando que las personas designadas para cumplir dicha función “estarán investidos para el desempeño de sus funciones, de todas las atribuciones y competencia que legal y reglamentariamente corresponden a los Rectores y Consejos y de las demás facultades que sean necesarias para asegurar plenamente la continuidad de los servicios respectivos” (Expediente N° 12.534/76 del Ministerio de Cultura y Educación).
En mayo de 1976 se restringió la autonomía de las universidades nacionales impidiéndoles crear nuevas carreras, Facultades o unidades académicas equivalentes sin la previa autorización del Ministerio. En junio resolvió que los Delegados Militares debían dictar en el término de diez días los reglamentos internos adecuados para preservar la disciplina general de los alumnos en las universidades. Entre las faltas disciplinarias se debían tipificar las que se cometieran afuera de la universidad y que constituyeran una amenaza a la seguridad nacional; para éstas se preveía la pena máxima que era la expulsión. De manera similar, se les pedía a los rectores de universidades nacionales, privadas y provinciales que remitieran en el plazo de 30 días la nómina completa de las personas integrantes de los órganos de gobierno y de todo el personal, con indicación de su documento personal, títulos, cargos, antecedentes y dedicación. El cumplimiento de estas medidas resultó en la cesantía de cientos de profesores.
Entre agosto y septiembre los Delegados o Interventores Militares fueron reemplazados por rectores civiles. Los Rectores que asumieron responsabilidades en esos años, debían contestar reiterados “pedidos de informes ideológicos” de parte de las fuerzas de seguridad que operaban en esa provincia o distrito. Prácticamente todos los nombramientos o ascensos en las distintas Facultades debían superar el “filtro ideológico”. En el mes de octubre de 1976 el PEN aprobó la ley de creación del Consejo de Rectores de Universidades Nacionales (CRUN), organismo que debía asesorar al ministro en temas de enseñanza universitaria, coordinará la ejecución de las políticas del Ministerio para el sector, y promovería la intercomunicación y coordinación de los asuntos científicos, académicos y culturales. La Junta Militar y el MCE buscaron a través de este Consejo dar una imagen ante la opinión pública de que la política universitaria no era decidida ni gestionada en forma unilateral, vertical o inconsulta desde el Estado, sino que era un producto de acuerdos consensuados entre los rectores.
El 22 de febrero de 1977 se sanciona la ley Nº 21533-”Modificación del actual régimen de designaciones y remociones de rectores y presidentes de las universidades nacionales y decanos y directores de unidades académicas”-. 
Finalmente, el 11 de abril de 1980 se sanciona la ley Nº22207-”Régimen orgánico para el funcionamiento de las universidades argentinas”-
El 22 de abril de 1980, el Ministro de Educación Juan Rafael Llerena Amadeo, comunica  la aprobación de la Ley Universitaria Nº 22207, sancionada el 11 de abril. El Ministro sostuvo nuevamente que el ámbito universitario era uno de los “sectores de la vida del país en donde con mayor intensidad actuó la subversión apátrida”, que por ello el objetivo principal de la Ley era “erradicar totalmente del régimen universitario la subversión” y producir la definitiva “normalización” del sistema. La designación de rectores y decanos continuaría recayendo en el Poder Ejecutivo Nacional y a propuesta del Ministerio de Cultura y Educación. Los cargos de rector, vicerrector, decano, vicedecano y secretarios de Universidad, Facultad o Departamento “eran de desempeño incompatible con el ejercicio de cargos directivos, político-partidarios o gremiales”. En el curso de los 120 días los rectores debían elevar un proyecto de Estatuto para sus respectivas universidades y, luego de su aprobación por el Ministerio de Cultura y Educación, debían comenzar con la organización de los concursos docentes y la posterior designación de profesores ordinarios. Seguidamente, el presidente del Consejo de Rectores de Universidades Nacionales (CRUN) confirmó que se arancelarían todas las universidades en el ciclo lectivo 1981 y Llerena Amadeo anunció que gracias a estos ingresos extraordinarios se reducirían los gastos de personal en un 2% y un 6,5% los de inversión universitaria. Antes que solucionar los problemas económicos, con el arancelamiento universitario los funcionarios dictatoriales pretendían reducir aún más el número de alumnos en la universidad. En contra de la ley se manifestaron públicamente algunos actores sociales, tales como los profesores exonerados o que renunciaron a sus cargos en la universidad entre 1974 y 1976 reunidos en la revista Perspectiva Universitaria, los representantes de la Unión Nacional de Estudiantes (UNE), la Federación Universitaria Argentina (FUA) y los referentes de la Unión Cívica Radical que aseguraban que era contraria al “espíritu de la reforma universitaria”.